# Гомельский завод станков и узлов
ОАО «Гомельский завод станков и узлов» (ОАО «ГЗСиУ»; бел. ААТ «Гомельскі завод станкоў і вузлоў») — белорусское станкостроительное предприятие, расположенное в Гомеле.

## История
Завод основан в 1961 году в корпусах стеклотарного завода. В 1961—1975 годах назывался Гомельский завод нормализованных узлов. До 1965 года подчинялся Совету народного хозяйства БССР, затем передан в подчинение Главного управления по производству автоматических линий и универсальных станков («Главстанкомпрому») Министерства станкостроительной и инструментальной промышленности БССР. 20 ноября 1975 года передан в состав Московского станкостроительного производственного объединения «Красный пролетарий». Первоначально завод выпускал нормали, электромеханические силовые столы и редукторы к ним, а также приспособления к заточным станкам. В 1972—1978 годах завод был расширен и реконструирован, что позволило освоить производство деталей токарных и радиально-сверлильных станков, а также заготовок для товаров народного потребления. В 1970-е — 1980-е годы завод освоил производство станков 2Е52, 2К52, 2К52-1, 2К522, ГС544, ГС545, в 1992 году освоил выпуск универсальных токарных станков ГС526. В 1993 году завод освоил производство мебели. По состоянию на 1997 год завод выпускал радиально-сверлильные и токарные станки, сверлильно-фрезеровочные приспособления, мебель и товары народного потребления. С 2005 года завод начал выпускать станки с ЧПУ.
В мае 2023 года президент Украины Владимир Зеленский ввёл санкции против завода.

## Современное состояние
Завод выпускает токарно-винторезные, радиально-сверлильные, сверлильно-фрезерные, настольно-сверлильные, вертикально-сверлильные станки, станки токарные с ЧПУ, узлы для токарных станков, автоматические головки. Производится также мебельная фурнитура. На предприятии занято 564 сотрудников.

## Городской транспорт
| Автобусный маршрут и маршрутное такси | Маршруты                    | Парковый автобусный маршрут |
| ------------------------------------- | --------------------------- | --------------------------- |
| Автобусные маршруты:                  | 6, 11, 25, 25а, 25в, 48, 64 | 111                         |
| Маршрутное такси: 25тк                |                             |                             |